# Uhuru (antivirus)
 (novembre 2015).
Pour les articles homonymes, voir Uhuru.
Uhuru (« Uhuru » signifie liberté et indépendance en swahili) était un logiciel antivirus développé en France, à l'aide de 5.5 millions d'euros de fonds public. Comme tout antivirus moderne, il détecte les menaces sur une base comportementale en complément d'un mécanisme de signatures.
Il fut développé par un consortium associant :
- l'opérateur Nov'IT en tant que chef de file
- l'école d'ingénieurs ESIEA et son laboratoire de cryptologie et virologie opérationnelles (C+V)° de Laval, dirigé par Éric Filiol
- l'éditeur Qosmos
- la société Teclib' qui est également éditeur de l'outil Gestion libre de parc informatique
- DCNS Research, constructeur naval

Une première implémentation pour Nexus 4, appelée Uhuru Mobile, fut disponible en libre téléchargement fin janvier 2014. Elle prend la forme d'une ROM de remplacement du système d'exploitation d'origine, Android. En avril 2014, cette ROM est retirée du site Web d'Uhuru.
Début octobre 2014, une vente flash d'Uhuru Mobile est annoncée en partenariat avec le moteur de recherche français Qwant : elle est annulée ou repoussée sans aucune communication de l'éditeur de la solution, Nov'IT.
Des versions pour Microsoft Windows et pour les systèmes de type Unix (dont GNU/Linux) étaient en cours de développement mais n'ont pas abouties.

## Projet DAVFI
Uhuru est issu du projet de recherches et développement Démonstrateurs d'AntiVirus Français et Internationaux (DAVFI). Ce projet a pour objectif de répondre à un enjeu de souveraineté numérique. Son moteur d'analyse fut annoncé comme libre et ouvert.
Au début des années 2010, la plupart des solutions antivirus sont propriétaires et à code source fermé, à l'exception notable de ClamAV. Elles s'exécutent avec les plus hauts droits d'administration et bénéficient d'un accès complet à toutes les données présentes sur les systèmes protégés.
Il reprend le résultat de travaux et technologies développés auparavant au laboratoire de cryptologie et virologie opérationnelles (C+V)° de Laval, sous la direction d'Éric Filiol.
Le 30 septembre 2014, DAVFI est officiellement livré à la société Nov'IT, chargée de la commercialisation d'Uhuru. Le projet DAVFI prend fin à cette date. Le code source du moteur d'analyse n'est cependant toujours pas publié et aucune information concernant les technologies innovatrices créées pour DAVFI n'est disponible.
En mai 2015, la société Teclib' a acquis la société Nov'IT[source secondaire nécessaire] ainsi que l'ensemble des technologies de la société.
En 2016, le projet se renomme armadito, et publie son code sur github. Éric Filiol, à la tête du projet original, qualifie armadito de "pitoyable et consternant". Quelques mois plus tard, le projet est abandonné.

## Marché visé
Le marché visé est celui des administrations, des opérateurs d'importance vitale, des entreprises et des particuliers, pour lesquels une version pour Microsoft Windows devrait être gratuite[réf. nécessaire].
Uhuru devait être disponible[source secondaire souhaitée] pour Windows 7 64-bit avant la fin de l'année 2014 et à terme disponible pour les systèmes de type Unix, comme GNU/Linux. 

## Sécurité
En mars 2014, Uhuru Mobile est analysé par un chercheur en sécurité de Sogeti. Celui-ci trouve plusieurs failles dans le système du logiciel. Il regrette notamment qu'il soit possible d'outrepasser la protection du kernel de plusieurs manières ou encore que celui-ci soit vulnérable à la faille put_user et invite les utilisateurs à se méfier.
Deux jours après la publication de cette analyse, le consortium chargé du projet publie une réponse. Il explique ces failles par le fait que l'image ait été modifiée avant l'installation et accuse le chercheur de Sogeti de ne pas avoir respecté les procédures d'installation.
Début décembre 2014, à la suite d'un concours à la conférence NoSuchCon, une nouvelle version de la ROM d'Uhuru Mobile est officieusement publiée. Quelques jours plus tard, un hacker dévoile une photo[source insuffisante] sur Twitter montrant qu'il a pu prendre le contrôle total (accès root) du téléphone protégé par Uhuru Mobile. L'exploit est confirmé par les développeurs, qui affirment avoir trouvé et corrigé la vulnérabilité, sans fournir plus de détails.
En 2016, plusieurs failles triviales ont été présentées, et n'ont jamais été corrigées. Le code source ayant été rendu public, des experts en sécurité se sont alarmés de techniques de détection de PDF malveillants par la recherche de motifs triviaux, l’incapacité d'analyser des exécutables .Net, ou encore des "heuristiques avancées" du programme qui se basent uniquement sur les sections et imports des fichiers exécutables.